# Mogrus mathisi
Mogrus mathisi là một loài nhện trong họ Salticidae.
Loài này thuộc chi Mogrus. Mogrus mathisi được Lucien Berland & Millot miêu tả năm 1941.